# Hoy (émission de télévision)

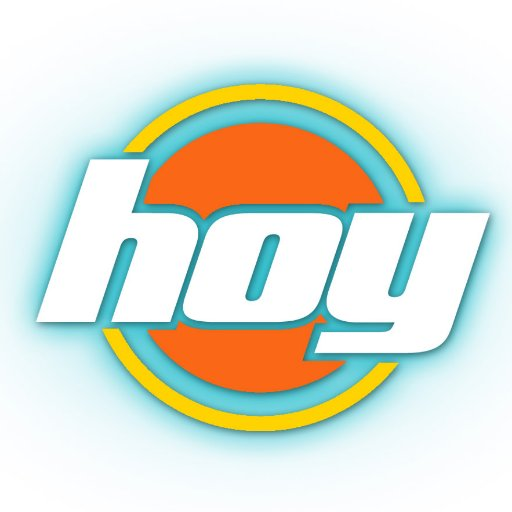

Pour les articles homonymes, voir Hoy.
Hoy est une émission de télévision matinale mexicaine diffusée depuis le 3 août 1998 sur le réseau Las Estrellas.

## Présentateurs

### Actuels
| Nom                   | Année                     |
| --------------------- | ------------------------- |
| Guillermo Ochoa       | (1971-1988, 1996- 1988)   |
| Lourdes Guerrero      | (1971-1988)               |
| Guillermo Ortega Ruiz | (1985-1988)               |
| Andrea Legarreta      | (1998-2000, 2003–présent) |
| Juan José Ulloa       | (2000-2004)               |
| Galilea Montijo       | (2008-présent)            |
| Raúl Araiza           | (2007–présent)            |
| Paul Stanley          | (2011-2012, 2017–présent) |
| Natalia Téllez        | (2016–présent)            |
| Fernando del Solar    | (2018–présent)            |
| Mauricio Mancera      | (2018–présent)            |

Contributeurs
- Martha Figueroa (2016–présent)
- Maca Carriedo (2016–présent)
- Rosa Concha  (2018-présent)
- Shanik Berman  (2018-présent)
- Mizada Mohamed (2000-2002, 2008–présent)
- Yogui (2016–présent)
- Kalinda Kano (2016–présent)
- Veronica Toussaint (2016–présent)
- Eduardo Salazar (2016-présent)
- Fernanda Centeno (2016–présent)
- César Lozano (2016–présent)

### Anciens
- Ricardo Margaleff (2016–2018)
- Alfredo Gudini (2016–2018)
- Alfredo Oropeza (2003–2018)
- Pedro Prieto (2016-2018)
- Alex Kaffie (2016-2018)
- Jorge Van Rankin (2013–2018)
- Reynaldo Rossano (2006-2013, 2016-2018)
- Juan José Origel (2013-2015)
- Héctor Sandarti (2013-2015)
- Malillany Marín (2015)
- Jan (2013-2015)
- Adal Ramones (2015)
- Shanik Berman
- Claudia de Icaza
- Jorge Ugalde
- Alejandro Maldonado
- Jesus Gibaja
- Dominika Paleta
- Pita Ojeda
- Morris
- Jessica Segura
- Yurem (2014-2015)
- Jorge Ortiz de Pinedo
- Fortuna Dichi
- Santos Briz Fernandez
- Claudio Herrera
- Alan Estrada (2012)
- Alan Tacher (2011-2012)
- Beng Zeng (2011)
- Martha Carrillo (1998-2000, 2006-2007)
- Angelica Maria (2008)
- Alfredo Adame (1998-2002)
- Maribel Guardia
- Flor Rubio
- Carmen Salinas (2012)
- Mara Patricia Castañeda
- Jorge Poza (2006-2007)
- Leticia Calderón (2006-2007)
- Talina Fernández (1998-1999)
- Angélica Vale (2000)
- Danna Paola (2003)
- Laura Flores (2000-2008)
- Diego Schoening (2000)
- Arturo Peniche (2003)
- Antonio de Valdes
- Annette Cuburu (2008-2009)
- Sofia Villalobos (2006-2007)
- Vielka Valenzuela (1998-2007)
- Patrico Cabezut (2003-2008)
- Fernanda Familiar (2000)
- Gloria Calzada (2002)
- Silvia Lomeli (2001-2004)
- Juan José Ulloa (2000-2004)
- Francisco Fortuño
- Anselmo Alonso
- Amina Blancarte
- Martha Guzmán
- Carlos Eduardo Rico
- Amira
- Horacio Villalobos (1998)
- Miguel Gurwitz
- Fabián Lavalle (2004)
- Angie Pérez Dávila
- Ernesto Laguardia (2003-2010)
- Anaís (2003-2005)
- María Luisa Valdés Doria
- Charlie Gallegos "El Inspector" (2005-2006)
- Francisco Ramírez
- Consuelo Duval (2005)
- Carlos Espejel (2005)
- Pablo Reinah
- Roxana Castellanos (2009-2012)
- Alessandra Rosaldo (2012)
- Mario Vanucchi (2011)
- Gloria Aura (2013)
- Penelope Menchaca (2004-2009)
- Denisse Padilla (2004-2006-2013)
- Adriana Riveramelo (2000-2002)
- Gabriela Ramírez (2002-2004)
- Rodolfo Jiménez (2009-2013)
- Rocío Cárdenas (2003-2004)
- Arturo Carmona (2006-2009)
- Laura González (2008-2009)
- Luz Elena González (2004-2005)
- Arath de la Torre (2000)
- Fabiola Campomanes (2004)
- Omar Chaparro (2004)
- Ernesto D'Alessio (2004)
- Lupita D'Alessio (2004)
- Liza Echeverría (2004)
- Edith González (2004)
- Susana González (2004)
- Luis Roberto Guzmán (2004)
- Martha Julia (2004)
- Jorge Kahwagi (2004)
- Vanessa Huppenkothen (invitée)